# Black Beauty (1971)
Black Beauty ist eine deutsch-spanische Literaturverfilmung von James Hill aus dem Jahr 1971. Sie beruht auf dem Roman Black Beauty von Anna Sewell.

## Handlung
Der junge Joe Evans erhält von seinem Vater ein neugeborenes Fohlen geschenkt, das er wegen der schwarzen Farbe Black Beauty tauft. Der Junge und das Pferd werden Freunde, doch verliert der Vater seinen Hof und damit auch das Pferd an den skrupellosen und kaltherzigen Sam Greener. Der wiederum verspielt das Pferd bei einer Wette, kommt jedoch auf dem Heimritt bei einem Sturz zu Tode. Black Beauty wird von einem Zigeuner gefunden und mitgenommen, ein Händler wiederum findet das Tier und verkauft es schließlich an den Zirkus Hackenschmidt. Marie Hackenschmidt reitet es bei ihren Auftritten im Zirkus und nutzt es für die Artistik. Ihr Zirkus jedoch liegt im Konkurrenzkampf mit dem Zirkus Lorent und so wird Marie während eines Ausritts von Männern des anderen Unternehmens entführt. Zwar gelingt es Black Beauty, die gefesselte Marie zu befreien, doch erschlägt er dabei auch den Anführer der Bande, Lorent. Einen Mörder will Zirkusdirektor Hackenschmidt nicht in seinem Zirkus haben und so schenkt er das Pferd dem Edelmann Sir William Piggot, der ihm bei der Befreiung Maries zu Hilfe gekommen war.
Pigott nimmt Black Beauty mit auf sein Anwesen und schenkt das Pferd seiner Tochter Lady Anne. Die ist in den Leutnant Gervaise verliebt, doch der Vater erlaubt die Beziehung nicht. Als Gervaise sich daher freiwillig für einen Kriegseinsatz meldet, gibt Lady Anne ihm Black Beauty mit. Gervaise fällt im Krieg, und Black Beauty wird zurück in Europa von den mittellosen Soldaten an einen Wirt verkauft, der das Pferd als Lasttier nutzt. Als Black Beauty schließlich fast verstirbt, wird er zwar aufgepäppelt, jedoch in ein Kohlewerk zum Kohletransport gegeben. Bei einer dieser anstrengenden Touren fällt das Pferd der Tierfreundin Anna Sewell auf, die Black Beauty sofort kauft und in ihren Gnadenhof bringen lässt. Ihr Vertrauter ist niemand anderes als der inzwischen erwachsene Joe Evans, der Black Beauty sofort mit einer Erinnerung an seine Vergangenheit verknüpft. Auch sein Vater, der bei Sewell lebt, erkennt, dass Joe das neue Pferd schon einmal geführt hat. Das Ende zeigt Black Beauty auf einer großen Wiese mit anderen Pferden.

## Produktion
Die Dreharbeiten fanden von Juli bis November 1970 in Madrid und Umgebung sowie in den Ardmore Studios Bray in Irland statt. Black Beauty erlebte am 9. September 1971 bei den Postlichtspielen in Dießen am Ammersee seine Premiere.
Auf Video erschien der Film auch unter dem Langtitel Black Beauty – Auf der Suche nach dem Glück.
Die deutsche Fassung ist gegenüber der internationalen Fassung des Films um über 20 Minuten gekürzt.

## Kritik
Das Lexikon des internationalen Films befand, dass „die klassische Tiergeschichte hier in einer nicht sonderlich gelungenen europäischen Koproduktion“ verfilmt wurde.
Für Cinema war „das Pferdedrama“ eine „plakative Verfilmung des Anna-Sewell-Romans“.